# فرد جيمس
فرد جيمس هو لاعب كرة القدم الكندية كندي، ولد في 1944 في إدمونتون في كندا، وتوفي في 15 يونيو 2016 في كالغاري في كندا.